# Classificació de la Copa del Món de futbol 2006-OFC
La fase de classificació de la Copa del Món de Futbol 2006 de la zona oceànica fou organitzada i supervisada per l'OFC.
Aquesta zona fou l'única que no tenia cap representant assegurat per a la fase final de la Copa del Món de futbol. Hi van prendre part les 12 seleccions inscrites a la confederació. La classificació es dividí en dues rondes de grups i un partit final per decidir el classificat de la zona a enfrontar-se amb el representant de la CONMEBOL. A la primera ronda s'enfrontaren les deu seleccions més fluixes dividides en dos grups. Les dues millors de cada grup disputaren la segona fase juntament amb Austràlia i Nova Zelanda. Els dos millors d'aquesta segona fase s'enfrontaren entre ells en una eliminatòria a doble partit per decidir el campió oceànic de la fase de classificació.
Les dues primeres rondes d'aquest torneig serviren, també, per a la Copa d'Oceania de Nacions 2004. La final, en canvi, es disputà en dos nous enfrontaments.

## Primera ronda

### Grup 1
Es disputà a Honiara, a Salomó.
| Equip          | Pts | PJ | PG | PE | PP | GF | GC |
| -------------- | --- | -- | -- | -- | -- | -- | -- |
| Salomó         | 10  | 4  | 3  | 1  | 0  | 14 | 1  |
| Tahití         | 8   | 4  | 2  | 2  | 0  | 5  | 1  |
| Nova Caledònia | 7   | 4  | 2  | 1  | 1  | 16 | 2  |
| Tonga          | 3   | 4  | 1  | 0  | 3  | 2  | 17 |
| Illes Cook     | 0   | 4  | 0  | 0  | 4  | 1  | 17 |

- 10-5-04 Honiara: Illes Salomó 6-0 Tonga
- 10-5-04 Honiara: Tahití 2-0 Illes Cook
- 12-5-04 Honiara: Illes Salomó 5-0 Illes Cook
- 12-5-04 Honiara: Tahití 0-0 Nova Caledònia
- 15-5-04 Honiara: Tonga 2-1 Illes Cook
- 15-5-04 Honiara: Illes Salomó 2-0 Nova Caledònia
- 17-5-04 Honiara: Illes Cook 0-8 Nova Caledònia
- 17-5-04 Honiara: Tahití 2-0 Tonga
- 19-5-04 Honiara: Tonga 0-8 Nova Caledònia
- 19-5-04 Honiara: Illes Salomó 1-1 Tahití

### Grup 2
Es disputà a Apia, a Samoa.
| Equip             | Pts | PJ | PG | PE | PP | GF | GC |
| ----------------- | --- | -- | -- | -- | -- | -- | -- |
| Vanuatu           | 10  | 4  | 3  | 1  | 0  | 16 | 2  |
| Fiji              | 9   | 4  | 3  | 0  | 1  | 19 | 5  |
| Papua Nova Guinea | 7   | 4  | 2  | 1  | 1  | 17 | 6  |
| Samoa             | 3   | 4  | 1  | 0  | 3  | 5  | 11 |
| Samoa Americana   | 0   | 4  | 0  | 0  | 4  | 1  | 34 |

- 10-5-04 Apia: Vanuatu 1-1 Papua Nova Guinea
- 10-5-04 Apia: Samoa 4-0 Samoa Americana
- 12-5-04 Apia: Vanuatu 9-1 Samoa Americana
- 12-5-04 Apia: Fiji 4-2 Papua Nova Guinea
- 15-5-04 Apia: Fiji 11-0 Samoa Americana
- 15-5-04 Apia: Samoa 0-3 Vanuatu
- 17-5-04 Apia: Papua Nova Guinea 10-0 Samoa Americana
- 17-5-04 Apia: Samoa 0-4 Fiji
- 19-5-04 Apia: Fiji 0-3 Vanuatu
- 19-5-04 Apia: Samoa 1-4 Papua Nova Guinea

## Segona ronda
Es disputà a Adelaida, a Austràlia.
| Equip        | Pts | PJ | PG | PE | PP | GF | GC |
| ------------ | --- | -- | -- | -- | -- | -- | -- |
| Austràlia    | 13  | 5  | 4  | 1  | 0  | 21 | 3  |
| Salomó       | 10  | 5  | 3  | 1  | 1  | 9  | 6  |
| Nova Zelanda | 9   | 5  | 3  | 0  | 2  | 17 | 5  |
| Fiji         | 4   | 5  | 1  | 1  | 3  | 3  | 10 |
| Tahití       | 4   | 5  | 1  | 1  | 3  | 2  | 24 |
| Vanuatu      | 3   | 5  | 1  | 0  | 4  | 5  | 9  |

- 29-5-04 Adelaide: Austràlia 1-0 Nova Zelanda
- 29-5-04 Adelaide: Illes Salomó 1-0 Vanuatu
- 29-5-04 Adelaide: Tahití 0-0 Fiji
- 31-5-04 Adelaide: Austràlia 9-0 Tahití
- 31-5-04 Adelaide: Nova Zelanda 3-0 Illes Salomó
- 31-5-04 Adelaide: Vanuatu 0-1 Fiji
- 2-6-04 Adelaide: Austràlia 6-1 Fiji
- 2-6-04 Adelaide: Nova Zelanda 2-4 Vanuatu
- 2-6-04 Adelaide: Illes Salomó 4-0 Tahití
- 4-6-04 Adelaide: Austràlia 3-0 Vanuatu
- 4-6-04 Adelaide: Nova Zelanda 10-0 Tahití
- 4-6-04 Adelaide: Illes Salomó 2-1 Fiji
- 6-6-04 Adelaide: Vanuatu 1-2 Tahití
- 6-6-04 Adelaide: Austràlia 2-2 Illes Salomó
- 6-6-04 Adelaide: Nova Zelanda 2-0 Fiji

## Tercera ronda
- 3- 9-05 Sydney: Austràlia 7-0 Illes Salomó
- 6- 9-05 Honiara: Illes Salomó 1-2  Austràlia

## Eliminatòria CSF/OFC
- 12-11-05 Montevideo: Uruguai 1-0 Austràlia
- 16-11-05 Sydney: Austràlia 1-0 Uruguai
- En els penals, Austràlia 4-2 Uruguai.

- Classificat: Austràlia